# وینکور نیکسدورف
وینکور نیکسدورف (انگلیسی: Wincor Nixdorf) شرکت فناوری اطلاعات آلمانی است، که در سال ۱۹۵۲ تأسیس شد.